# Алберт Карасу
Алберт Карасу е еврейски журналист, политолог и общественик от Османската империя и Турция.

## Биография
Карасу е роден в 1885 година в Солун (тогава в Османската империя, днес в Гърция), в известната сефарадска фамилия Карасо (срещано и като Карасу). Завършва политология в Швейцария.
След това основава френскоезичния вестник „Журнал д'Ориан“ (Le Journal d'Orient) в Цариград в 1918 година. В периода 1922 – 1923 година отразява преговорите около подписването на Лозанския договор по време на Лозанската конференция. Вестникът му е закрит в 1971 година. Алберт Карасу умира в 1982 година.